# 史考特·波塞尼克
史考特·艾瑞克·波塞尼克（英語：Scott Eric Podsednik，1976年3月18日—），為前美國職棒大聯盟的外野手。他生涯曾效力過水手、釀酒人、白襪、洛磯、皇家、道奇與紅襪等隊。他在2004年成為國聯盜壘王，並在隔年拿下世界大賽冠軍，第二場還敲出再見全壘打。

## 職業生涯

### 西雅圖水手
2001年7月6日，波塞尼克登上大聯盟。當時他接替鈴木一朗上場代跑，而他在生涯首打席就敲出清壘的三壘安打。
2002年，波塞尼克只在大聯盟出賽14場比賽。而他在這年擊出大聯盟首轟。

### 密爾瓦基釀酒人
2002年球季結束後，釀酒人以2萬美元從水手獲得波塞尼克。這年他的打擊率為3成14，並敲出9轟與58分打點，並上演43次盜壘成功。而波塞尼克在這年的新人王票選拿下第二名，僅次於馬林魚的唐崔利·威利斯。

### 芝加哥白襪

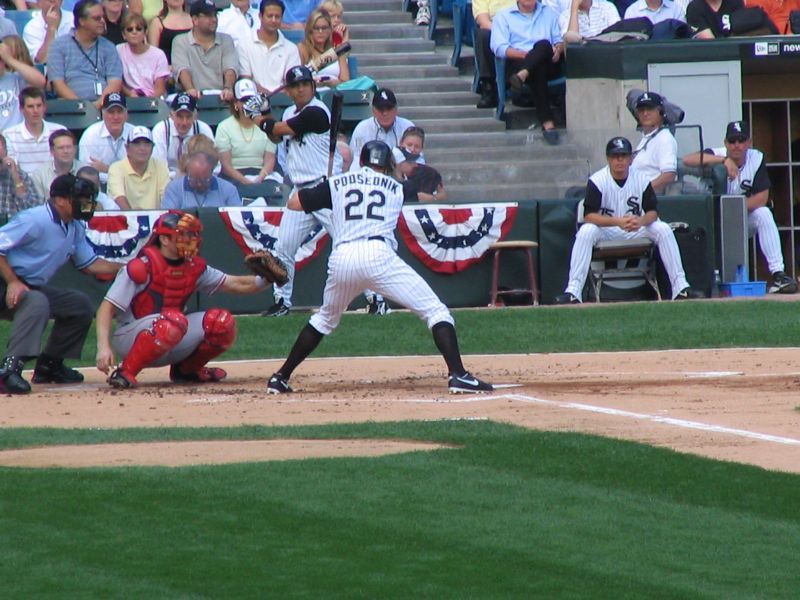
2005年美聯分區賽，上場打擊的波塞尼克

2004年12月，釀酒人將波塞尼克、Travis Hinton和路易斯·坎諾交易到白襪，換來卡洛斯·李。波塞尼克在2005年上半季就成為聯盟盜壘王，因此他成功入選明星賽。
這年他上演59次盜壘成功，但也出現23次盜壘失敗。在季後賽方面，波塞尼克全數先發出賽。打擊率2成86，盜壘成功率高達6成67。2005年世界大賽第二場，波塞尼克敲出再見全壘打。更難能可貴的是，波塞尼克在這年例行賽完全沒有敲出任何全壘打。最後白襪成功拿下世界大賽冠軍。
2006年，波塞尼克出現16次盜壘失敗，為全聯盟最多。2007年11月20日，波塞尼克被指定讓渡，28日，他被球隊釋出。

### 科羅拉多洛磯
2008年2月5日，波塞尼克與洛磯簽下小聯盟合約，並受邀參加大聯盟春訓。這年他出賽93場比賽，打擊率為2成53。球季結束後，他成為自由球員，並在1月中和洛磯續約一年。不過洛磯在2009年球季開打前將波塞尼克釋出。

### 重返芝加哥
2009年4月14日，波塞尼克重返白襪隊，並從3A開季。4月30日，他被加進25人名單。這年白襪隊一口氣傷了DeWayne Wise、布萊恩·安德森和卡洛斯·昆汀，因此波塞尼克獲得大量出賽機會。

### 堪薩斯市皇家
2010年1月8日，波塞尼克與皇家簽約。這年他的打擊率為3成09，並上演30次盜壘成功。

### 洛杉磯道奇
2010年7月28日，皇家將波塞尼克交易到道奇，換來Lucas May和Elisaul Pimentel。他在道奇隊的打擊率為2成62，並上演5次盜壘成功。9月初，他因為腳受傷而提前關機。球季結束後，他成為自由球員。

### 多倫多藍鳥
2011年2月16日，波塞尼克與藍鳥簽下小聯盟合約，並受邀參加大聯盟春訓。他從藍鳥3A開季，隨後在5月11日被球隊釋出。

### 費城費城人
2011年5月22日，波塞尼克與費城人簽下小聯盟合約。他在開季從3A出發，但因傷只出賽14場比賽。11月30日，費城人再與波塞尼克簽下小聯盟合約。儘管他在春訓表現傑出，球隊還是將他排在3A，都沒有讓他登上大聯盟出賽。

### 波士頓紅襪
2012年5月11日，費城人將波塞尼克交易到紅襪換取現金。當時紅襪隊有7名球員待在傷兵名單，波塞尼克也因此獲得出場機會。5月23日，他在紅襪的首次先發就敲出在紅襪隊的首轟。
2012年7月31日，紅襪將波塞尼克和Matt Albers交易到響尾蛇，換來克雷格·布雷斯洛。但她因為拒絕被下放3A，因此隔天就被響尾蛇釋出。8月9日，他再和紅襪簽下小聯盟合約，之後他在球季結束後退休。

## 生涯打擊成績
| 出賽次數 | 打席 | 打數 | 得分 | 安打 | 二安 | 三安 | 全壘打 | 打點 | 盜壘 | 保送 | 三振 | 打擊率 | 上壘率 | 長打率 | OPS  |
| -------- | ---- | ---- | ---- | ---- | ---- | ---- | ------ | ---- | ---- | ---- | ---- | ------ | ------ | ------ | ---- |
| 1079     | 4346 | 3906 | 563  | 1096 | 178  | 41   | 42     | 312  | 309  | 333  | 630  | .281   | .339   | .379   | .719 |

## 個人生活
波塞尼克在2017年離婚，他的姐姐和前大聯盟球員Kevin Mench結婚。他在2019年罹患甲狀腺癌，不過在初期就被發現並及時治療。2021年，波塞尼克透過受訪表示他的癌症已經完全痊癒。

## 外部連結
- 球員資訊和成績在MLB，ESPN，Baseball-Reference，Fangraphs（英文）
- 史考特·波塞尼克在台灣棒球維基館上的頁面（繁體中文）